# 片野坂真哉
片野坂 真哉（かたのざか しんや、1955年〈昭和30年〉7月4日 - ）は、日本の実業家。ANAホールディングス株式会社代表取締役会長兼取締役会議長。日本経済団体連合会副会長・理事。

## 略歴
鹿児島県笠沙町出身。ラ・サール中学校・高等学校、東京大学法学部卒業。1979年（昭和54年）全日本空輸に入社。2015年（平成27年）4月、ANAホールディングス代表取締役社長に就任。
全日空のスターアライアンス加盟に社長室グループ経営推進部の主席部員として主導的な役割を担った。2017年（平成29年）には経済界大賞を受賞した。
2021年（令和3年）、フランス共和国レジオン・ドヌール勲章シュヴァリエを受章。
2022年（令和4年）、ANAホールディングス代表取締役会長。
2023年（令和5年）10月、鹿児島県の広報大使である薩摩大使に就任。
ラサール石井はラ・サール高校時代の同級生である。

### 年表
- 1979年（昭和54年）4月 - 全日本空輸株式会社入社。大阪支店の総務に配属。
- 1990年（平成2年） - ワールドエアネットワーク株式会社[注釈 2]設立に関与[10]
- 1992年（平成4年） - 全日本空輸株式会社乗員計画課主席部員[11]
- 2004年（平成16年）4月 - 同人事部長
- 2009年（平成21年）4月 - 同上席執行役員
- 2009年（平成21年）6月 - 同取締役執行役員
- 2011年（平成23年）6月 - 同常務取締役執行役員
- 2012年（平成24年）4月 - 同専務取締役執行役員
- 2013年（平成25年）4月 - ANAホールディングス株式会社代表取締役副社長執行役員
- 2015年（平成27年）4月 - 同代表取締役社長
- 2022年（令和4年）4月 - 同代表取締役会長